# 希拉·扬
希拉·扬（英語：Sheila Young，1950年10月14日—），美国女子速度滑冰运动员。她曾代表美国获得1976年冬季奥运会速度滑冰比赛女子500米金牌、1500米银牌和1000米铜牌。